# Graafschap Meaux

Het graafschap Meaux was eigenlijk een burggraafschap, een onderdeel van een ander graafschap.
Het graafschap ontstond rond het jaar 750 en kwam in de handen van de dynastie van de Herbertijnen in 888. Na de dood van de kinderloze Stefanus I van Champagne in 1021 werd het graafschap een deel van het graafschap Blois. In 1102 verenigde Theobald IV van Blois het graafschap Blois met het graafschap Champagne en eindigde de onafhankelijkheid van het graafschap Meaux.

## Graven van Auvergne (onvolledig)
- Herbert I van Vermandois (888-902)
- Herbert II van Vermandois (902-943)